# Șoseaua de centură a Timișoarei
Șoseaua de centură a Timișoarei este o șosea ocolitoare din județul Timiș, Banat, România, destinată traficului rutier de mare tonaj și circulației de tranzit, ce deservește municipiul și zona metropolitană a ￼￼Timișoarei￼￼. Șoseaua este proiectată pentru viteza de 110km/h. 

## Tronsoane
- Tronsonul 1 - Drumul Național 69 - Drumul Național 6 (12,6 km) (finalizat în 2009 - în folosință);
- Tronsonul 2 - Drumul Național 6 - Drumul județean 591 zonă pasaj IMAIA (25,7 km) (finalizat în septembrie 2024 - în folosință);
- Tronsonul 3 - Drumul județean 591 zonă pasaj IMAIA - Drumul Național 69 (13,7 km) (în proiectare).

## Dezvoltarea proiectului
Proiectarea șoselei de centură a început în anul 1997 cu primul tronson. Finanțarea și asistența tehnică pentru acesta au venit din partea Guvernului Japoniei. Lucrările au început în data de 8 ianuarie 2003. 
Pentru al doilea tronson s-a întocmit un studiu de fezabilitate finanțat de Guvernul Italiei, Consiliul Local Timișoara și Consiliul Județean Timiș. Tronsonul are finanțare nerambursabilă 75% de la Uniunea Europeană și restul de 25% de la bugetul de stat.